# اویو (نیجریه)
اویو (به لاتین: Oyo) یک منطقهٔ مسکونی در نیجریه است که در ایالت اویو واقع شده‌است. اویو ۲٬۴۲۷ کیلومتر مربع مساحت و ۴۲۸٬۷۹۸ نفر جمعیت دارد.